# Cassis (geslacht)
Cassis is een geslacht van mollusken, dat fossiel bekend is vanaf het Paleoceen. Tegenwoordig kent dit geslacht nog diverse soorten.

## Beschrijving
Deze helmslak heeft een middelgrote tot grote schelp met een opgeblazen laatste omgang met spiraal- en dwarsrichels. Over de windingen lopen tot vier rijen knobbelige uitsteeksels, waarvan vooral die op de schouders zeer in het oog springen. Daarboven bevindt zich een vlakzijdige, kegelvormige spira (alle windingen behalve de laatste winding bij een gespiraliseerde schelp). De teruggeslagen, verdikte mondlip is binnenin gegolfd. Vanuit de mondopening verspreidt zich een ruw geribbelde laag callus (calcietlaag die slakken soms op de buitenzijde van de schelp afzetten, ook eelt genoemd) over de laatste winding. Het gootvormige sifonale kanaal bevindt zich aan de van de mond afgekeerde onderrand. De lengte van de schelp bedraagt ongeveer 10 cm.

## Leefwijze
Dit carnivore, mariene geslacht bewoont warme wateren op koraalgruis of zand.

## Soorten
- Cassis abbotti Bouchet, 1988
- Cassis cornuta (Linnaeus, 1758)
- Cassis fimbriata Quoy & Gaimard, 1833
- Cassis flammea (Linnaeus, 1758)
- Cassis kreipli Morrison, 2003
- Cassis madagascariensis Lamarck, 1822
- Cassis nana Tenison-Woods, 1879
- Cassis norai Prati Musetti, 1995
- Cassis patamakanthini Parth, 2000
- Cassis tessellata (Gmelin, 1791)
- Cassis tuberosa (Linnaeus, 1758)